# سمنی، هوکایدو
سمنی (به ژاپنی: 様似町 سمنی چئو) شهر کوچکی است در بخش سمنی در شهر هیداکا در جزیرهٔ هوکایدو در ژاپن. بر پایهٔ سرشماری سال ۲۰۰۸ این شهر ۵،۴۶۶ تن جمعیت داشته و تراکم جمعیت آن ۱۵٫۸۴ نفر بر کیلومتر مربع بوده است. مساحت این منطقه ۳۶۴٫۳۳ کیلومتر مربع است.
درآمد این منطقه به کشاورزی و پرورش اسب‌های مسابقه‌ای، گردشگری و برداشت کونبوهای وحشی وابسته‌است.
سمنی در پایان خط راه آهن وانمان قرار گرفته‌است. خطی که از توماکومای می‌آید.